# Makotřasy
Makotřasy település Csehországban, a Kladnói járásban. Makotřasy Zájezd, Číčovice, Běloky, Buštěhrad, Lidice és Středokluky településekkel határos. Lakosainak száma 534 fő (2024. január 1.).

## Népesség
A település lakosságának változását az alábbi diagram mutatja:
| Lakosok száma | 294  | 371  | 414  | 375  | 317  | 328  | 422  | 471  | 504  | 534  |
|               | 1869 | 1890 | 1921 | 1950 | 1980 | 2001 | 2017 | 2019 | 2022 | 2024 |